# Jagdgeschwader 77
Il Jagdgeschwader 77 (JG 77 - 77º stormo caccia), soprannominato Herz As (Asso di cuori), fu un reparto aereo della Luftwaffe, l'aeronautica militare tedesca, attivo dal 1939 al 1945.
Tutti e tre i gruppi caccia del reparto operarono con varianti del Messerschmitt Bf 109. Tuttavia, il II./JG 77 fu l'unico gruppo caccia tedesco interamente equipaggiato, anche se solo per i mesi di novembre e dicembre 1943, con l'italiano Macchi M.C.205.

## Formazione
Il JG 77 fu costituito nel maggio 1939 con il I. ed il II./JG 77. Il III./JG 77 fu costituito il 5 luglio 1940 a Trondheim dal II(J)./JG 186. Il 21 novembre 1940 il I./JG 77 fu riorganizzato come IV./JG 51 e fu creato un nuovo I./JG 77, che nel gennaio 1942 fu anch'esso riorganizzato come I./JG 5 e venne creato un altro I./IG 77. Nell'aprile 1942 la 1./JG 77 (1ª squadriglia) fu trasferita in Romania a difesa dei campi petroliferi di Ploiești, ed in agosto fu rinominata 1./JG 4.

## Storia

### Invasione della Polonia, fronte occidentale e Grecia
Il I./JG 77 prese parte all'invasione della Polonia, iniziata il 1º settembre 1939, operando sotto al comando della Luftflotte 3. Il 4 settembre il II./JG 77 intercettò dei bombardieri della RAF sopra al Mare del Nord, abbattendone due. Il primo di questi, un Vickers Wellington, fu abbattuto da Alfred Held, del 6./JG 77.
Si trattava non solo della prima vittoria per il JG 77, ma probabilmente del primo aereo della RAF abbattuto da un aereo tedesco.
La prima vittoria di Held rimase anche l'ultima, in quanto il pilota morirà in un incidente aereo a Nordholz il 17 settembre 1939.
Nell'aprile 1940 il JG 77 prese parte all'Operazione Weserübung, cioè l'invasione di Norvegia e Danimarca. In luglio fu creato in Norvegia il III./JG 77, mentre il I. e il II/JG 77 furono impegnati, dal 10 maggio, nella campagna di Francia. Dopo la resa della Francia, il I./JG 77 fu inizialmente assegnato a sostegno della X. Fliegerkorps, sotto al comando della Luftflotte 5, impegnato nelle prime operazioni contro la Gran Bretagna dalle basi in Norvegia. Durante la battaglia d'Inghilterra il I./JG 77 operò dalla Francia, mentre il III./JG 77 rimase dispiegato intorno a Berlino. Le Staffel (squadriglie) 7. e 8. furono trasferite a Dinan verso la fine del 1940. Di stanza in Norvegia e Danimarca, il II./JG 77 ottenne 79 vittorie, riportando 6 perdite. In novembre fu assegnato alla difesa di Brest. In questo compito, il loro più grande successo ebbe luogo il 13 agosto, con l'abbattimento di un'intera formazione di 12 Bristol Blenheim del No. 82 Squadron.
Mentre il I./JG 77 era ancora basato in Norvegia e Danimarca, nel maggio 1941 il II. e III./JG 77 furono utilizzati a sostegno dell'invasione della Grecia e dei lanci di paracadutisti su Creta. In configurazione da cacciabombardieri, in operazioni contro la Royal Navy il III/JG 77 affondo un totale di 34.000 tonnellate di naviglio, tra cui la nave cargo Hellas da 22.000 tonnellate. Inoltre furono danneggiati l'incrociatore Fiji ed un cacciatorpediniere. Il 22 maggio Lupo Huy e Kurt Ubben attaccarono la forza C della Royal Navy, in quel momento al largo delle isole Citera e Anticitera. Entrambi i piloti riuscirono a colpire, con le loro bombe, la corazzata Warspite.

### Fronte orientale
Dopo le operazioni su Creta, il JG 77 si spostò in Romania, dove iniziò i preparativi in vista del lancio dell'Operazione Barbarossa, l'invasione dell'Unione Sovietica. Durante questo periodo, il III./JG 77 si stava riequipaggiando col nuovo Bf 109F, processo che sarebbe stato completato poco dopo l'apertura delle ostilità con l'Unione Sovietica, il 22 giugno 1941. Il II. ed il III./JG 77, più lo Stab, sostennero la Heeresgruppe Süd, mentre il I./JG 77 supportò la Heeresgruppe Nord. Il reparto ottenne velocemente diverse vittorie. Il 25 giugno Walter Hoeckner abbatté 8 dei 10 Tupolev SB reclamati quel giorno dalla sua squadriglia, la 6./JG 77, mentre il 26 giugno Kurt Ubben del III./JG 77 abbatté altri 4 SB, mentre Reinhold Schmetzer ne abbatté 5. Nel periodo dal 22 giugno al 5 dicembre 1941, il reparto, assieme al distaccato I.(J)/LG 2, distrusse 1.166 aerei sovietici, perdendo 52 aerei in combattimenti e 2 a terra.
All'inizio del 1942 la Heeresgruppe Süd e la Luftflotte 4 erano nell'Ucraina orientale, con tre gruppi caccia a sua disposizione: il III/JG 52 a Kharkov-Rogan, il I.(J)/LG 2 (in seguito rinominato I/JG 77) a Mariupol' ed il III./JG 77, di stanza in Crimea. A causa del maltempo e della scarsità di forze sovietiche nella regione, le unità tedesco incontrarono raramente aerei sovietici. Al gennaio 1942 il III./JG 77 aveva ottenuto un rapporto vittorie/perdite di 2,7/1, molto al di sotto della media delle altre unità impegnate lungo il fronte orientale. Le ostilità in Crimea divamparono nel febbraio 1942, con un'offensiva sovietica contro Sebastopoli che riuscì a cacciare i tedeschi dalla regione. L'11 marzo Wolf-Dieter Huy, del III./JG 77, ottenne la vittoria nº 600 del gruppo, ma rimase gravemente ferito nell'azione. Il 16 marzo il gruppo ottenne 10 vittorie, perdendo però 3 Bf 109. Poco dopo, il III./JG 77 fu spostato in Germania per un periodo di riposo. A sostituire il III./JG 77 fu mandato il II./JG 77, di ritorno da tre mesi trascorsi in Germania. Guidati dall'esperto e capace Anton Mader, nella sola giornata del 19 marzo il gruppo abbatté 21 aerei sovietici, senza riportare alcuna perdita. Quattro giorni dopo, il II./JG 77 incontrò un gruppo di Yak-1, abbattendone 2. Uni di questi era Mikhail Fedoseyev, asso sovietico con 21 vittorie. In dieci giorni di intense operazioni, il II./JG 77 ottenne 60 vittorie, riportando solo 4 perdite in combattimento.
Nel frattempo nel sud dell'Ucraina il I./JG 77, comandato da Herbert Ihlefeld, operava nella zona del Mius. Delle 62 vittorie, senza alcuna perdita, ottenute dal I./JG 77 nell'aprile 1942, circa 43 furono ottenute Ihlefeld dal suo gregario, Friedrich Geisshardt. Il 22 aprile, Ihlefeld superò le 100 personali, mentre Geisshardt raggiunse le 60. Due giorni dopo a Ihlefeld fu assegnata la Croci di Cavaliere con Fronde di Quercia e Spade e fu promosso al grado di Major. Poco dopo fu spostato dalla prima linea per essere addestrato come Geschwaderkommodore (comandante di reparto).
Il 16 maggio l'Hauptmann Gordon Gollob (86 vittorie) arrivò dalla base di Rechlin-Lärz per assumere il comando del JG 77, mentre l'Hauptmann Heinrich Bär (91 vittorie) fu trasferito dal IV./JG 51 al JG 77, come Gruppekommandeur (comandante di gruppo) del I./JG 77.
Il II. e III./JG 77, assieme al III./JG 3, sotto alla guida di Gollog si unirono all'assedio di Sebastopoli. Nel mese di combattimenti prima della caduta di Sebastopoli, i piloti tedeschi ottennero 123 vittorie contro i sovietici, al prezzo di 30 tra aerei abbattuti o gravemente danneggiati. Durante l'estate del 1942, Bär e Gollob avrebbero dominato la guerra aerea sopra la zona di Kerč'. In agosto Gollob divenne il primo pilota a raggiungere le 150 vittorie, subito dopo lasciò il JG 77, il cui comando passò a Joachim Müncheberg proveniente dal JG 26.

### Teatro del Mediterraneo

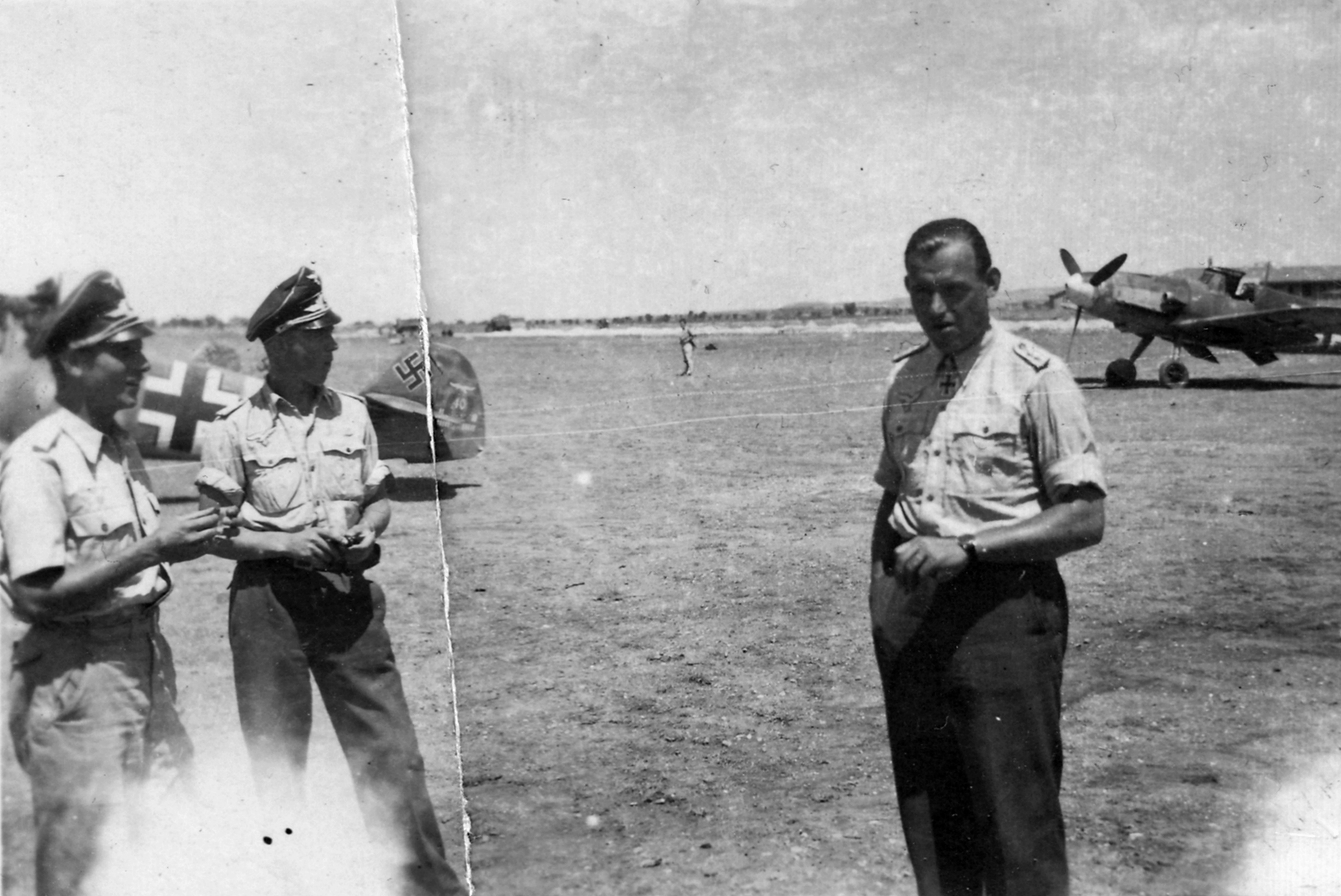
L'asso Heinrich "Heinz" Bär (a destra), comandante del I./JG 77. La foto è stata probabilmente scattata nel luglio 1942 a Comiso, in Italia. Sulla sinistra si può notare la coda di un Bf 109F-4, sul cui timone è riportato il numero 40 circondato da foglie, ad indicare il raggiungimento delle 40 vittorie. Bär all'epoca aveva già superato le 100 vittorie e concluse la guerra a quota 220.

Nel gennaio 1942 il I./JG 77, ancora basato in Norvegia, fu riorganizzata come I./JG 5, mentre nel giugno-dicembre 1942 l'intero JG 77 (a cui era stato aggiunto un nuovo I./JG 77) fu poi trasferito a sud, nell'area del Mediterraneo. Durante l'Assedio di Malta (1940-1942), da giugno a ottobre 1942, il I./JG 77, ancora sotto al comando di Bär, ottenne 99 vittorie, che si sommarono alle 900 ottenute in Russia. I piloti migliori su Malta furono Siegfried Freytag, che ottenne 25 vittorie e si guadagnò il soprannome di leone di Malta, e Walter Brandt, che ne ottenne 14. In ottobre il III./JG 77, assieme al nuovo comandante di reparto Müncheberg, arrivò in Nord Africa direttamente dal fronte orientale, in sostituzione del JG 27. In dicembre arrivò anche il II./JG 77, che sul fronte orientale aveva ottenuto 1.300 vittorie. Il II. e il III./JG 77 abbatterono 775 velivoli sovietici negli quattro mesi sul fronte orientale, un quarto di essi ad opera di soli quattro piloti: Heinrich Setz, Anton Hackl, Erwin Clausen e Ernst-Wilhelm Reinert. Il JG 77 operò estesamente contro i cacciabombardieri della Desert Air Force, con gli assi del reparto che videro lievitare il numero delle loro vittorie. Nel febbraio-marzo 1943 il JG 77 prese parte all'offensiva del Mareth, abbattendo 18 Kittyhawk nella sola giornata del 26 febbraio. La superiorità aerea alleata era diventata schiacciante, tanto che le basi del JG 77 in Tunisia erano sotto costante attacco, ed un gran numero di Bf 109 finirono distrutti a terra. Dopo aver ottenuto altre 23 vittorie, il 23 marzo Müncheberg rimase ucciso in azione durante un combattimento con gli Spitfire dell'USAAF. L'emblema del JG 77, il cuore rosso, fu adottato come tributo a Müncheberg, che, quando era ancora solo Staffelkapitän del 7./JG 26, tra il 1940 e il 1941, aveva scelto come simbolo personale appunto un cuore rosso. L'incarico di Kommodore passò a Johannes Steinhoff. Nonostante la situazione dell'Asse in Nord Africa fosse sempre più drammatica, il JG 77 fece del suo meglio per proteggere la ritirata della Deutsches Afrikakorps. Il miglior pilota del JG 77 in questo periodo fu Bär, che ottenne 61 vittorie durante il servizio in Africa, di cui 45 nei cieli della Tunisia, seguito da Reinert con 51 e da Freytag con 19. Al 20 aprile, il JG 77 era l'unico reparto caccia tedesco presente in Africa. Il JG 77 partì l'8 maggio, con destinazione la Sicilia, lasciando indietro la maggior parte del personale di terra. Durante la permanenza africana, il reparto aveva subito pesanti perdite sia in aria che al suolo, ottenendo di contro 333 vittorie totali. Mentre il I. ed il II./JG 77 tornarono in Germania per riequipaggiarsi, il III./JG 77 rimase in Italia. Basato a Foggia, operò sortite nelle zone di Sardegna e Sicilia. A metà giugno il I./JG 77 raggiunse Sciacca, in Sicilia.

### Fronte meridionale
Il reparto, ora basato in Italia e parte del II. Fliegerkorps, iniziò i preparativi per fronteggiare l'invasione Alleata della Sicilia.
Durante il resto del 1943 ed il 1944, il JG 77 rimase di stanza sul fronte meridionale. Fu coinvolto in particolare nei Balcani, in Sardegna e nell'Italia peninsulare, ed anche in Romania. Tra i suoi piloti vi era anche Maximilian Volke. Il 24 Apr 1944 il III./JG 77 intercettò dei bombardieri pesanti dell'USAAF diretti a Ploiești. Nel combattimento perse la vita Emil Omert, che aveva raggiunto le 70 vittorie.
Durante il mese di maggio e giugno del 1944 all'Aeroporto di Ferrara-San Luca ed all'Aeroporto di Poggio Renatico si rischierarono il 1º e 2º gruppo del 77º stormo caccia “Herz Ass” (I./JG77 e II./JG77) della Luftflotte 2, dotato di Me Bf 109 G-6.
Il 2 maggio in un combattimento perde la vita l’asso Heinz Meschke che precipita a San Martino (Ferrara).
Il 10 maggio alcuni velivoli si trasferiscono temporaneamente da Ferrara a Lavariano di Mortegliano per intercettare il ritorno di B-24 Liberator dalla Germania. Il combattimento avviene 60 km a sud est di Zagabria con P-38 Lightning che scortano i bombardieri. L’asso Steinhoff abbatte un P-38.
Il 12 maggio in un combattimento viene abbattuto Karl Heinz Schmincke a Pomposa di Codigoro ed il 13 maggio in un combattimento viene colpito il sottufficiale Hans Forler che si schianta a terra a Final di Rero di Tresigallo.
Il 17 maggio 19 P-38 sorvolano la base aerea di Poggio Renatico, senza riconoscere l’obiettivo opportunamente mimetizzato; poco più tardi i Lightning con volo basso colpiscono degli obiettivi a Poggio Renatico. 
Il 23 maggio arrivano 15 P-38 e 15 P-47 sull’aeroporto di Ferrara. Viene danneggiato un Bf109 e distrutto un S.M. 82, che serviva come aereo da trasporto. In questo attacco viene ucciso il sottufficiale pilota Willi Schulze, mentre stava atterrando all’aeroporto a causa di problemi tecnici al suo aereo.
Il 29 maggio alcuni velivoli si trasferiscono da Poggio Renatico a Lavariano per intercettare il ritorno dei B-24 dalla Germania. Sui cieli di Zagabria a mezzogiorno i caccia tedeschi abbattono 12 B-24 americani della 15th Air Force. Un caccia tedesco viene abbattuto. Alle 14.00 il gruppo parte per ritornare a Poggio Renatico. Il Maggiore Siegfried Freytag abbatte un aereo ed anche gli assi Franz Hrdlicka ed Erhart Menge un B-24 ciascuno.
Il 4 giugno in tarda mattinata abbattono 4 Supermarine Spitfire ad ovest di Porretta Terme. Il Capitano Hrdlicka e l’asso Franz NÄGELE ottengono una vittoria.
Il 5 giugno abbattono tre B-24 a nord di Ravenna. Viene abbattuto anche il Bf 109 G-6 del sottufficiale Rolf Berndt. L’aeroporto
di Ferrara subisce un pesante bombardamento da parte di 6 ondate di quadrimotori che danneggiano considerevolmente la pista. Anche la pista di Poggio Renatico e 2 Bf109 vengono danneggiati da attacchi di 25 P-38.
Il 9 giugno i caccia partiti da Poggio Renatico intercettano sul nord-est Italia dei bombardieri diretti nel sud della Germania. Aspri combattimenti portano a 6 B-24 abbattuti, da parte tedesca invece 2 piloti morti (Kurt Neubert e l’asso NÄGELE) e 4 feriti. Più tardi a Lubiana altro combattimento tra aerei dello JG77 e 20 quadrimotori americani di ritorno dalla Germania: un B-24 abbattuto dall’asso Steinhoff.
Il 10 giugno l’asso Erich MÜLLER abbatte un B-24 a sud ovest di Trieste. Un pesante bombardamento su Ferrara da parte di 140 B-24 colpisce diversi Bf109 a terra, in particolare 3 caccia danneggiati e 14 distrutti.
Il 13 giugno decollò da Poggio Renatico per intercettare a sud ovest di Udine un gruppo di B-24. Tre B-24 abbattuti, di cui
uno colpito dal Capitano Freytag.
Il 22 giugno, dopo essere partiti da Ferrara e Poggio Renatico, abbattono un B-17 Flying Fortress e un B-24b della Fifteenth Air Force (15th AF) a sud di Cesena. Il combattimento con i P-38 di scorta porta alla perdita di due Messerschmitt, uno dei quali è pilotato dall'Olt. Joachim Deicke che effettua un atterraggio di emergenza a Poggio Renatico–est.
Il 24 giugno un Bf 109 abbatte un P-51 a nord ovest di Ancona.
Il 26 giugno trasferimento temporaneo degli aerei a Maniago. Due B-24 vengono abbattuti sui cieli di Zagabria, uno dall’asso Capitano Deicke e l’altro dal Capitano Hrdlicka. A mezzogiorno gli aerei ritornano a Poggio Renatico.
Il 29 giugno il 1º Gruppo si trasferisce da Bologna all'Aeroporto di Aviano per intercettare i quadrimotori. Dopo essere decollati da Aviano si ha un combattimento con 8 Spitfire. Due piloti tedeschi muoiono. Il Fw. Heinrich Wolters perde la vita precipitando con il suo aereo vicino a Poggio Renatico. Anche il Bf109 dell’asso Lt Richard HELLER precipita a sud est di Ferrara
colpito dagli Spitfire. In un altro duello l’asso Fw. Leo SLIWA abbatte il suo ultimo aereo, uno Spitfire sopra il mare
tra Rimini e Pesaro.
Il 30 giugno, appena dopo il decollo da Poggio Renatico, in un combattimento con alcuni P-47, il Uffz. Schummer abbatte un aereo nemico alle ore 09.20. A causa degli ultimi ripetuti bombardamenti alleati dei due aeroporti ferraresi ed a causa della superiorità aerea degli alleati nell’area Bologna/Ferrara, tutto il JG77 si trasferisce definitivamente più a ovest e più a nord, a Bettola ed all'Aeroporto di Ghedi.
Nel giugno del 1944, due gruppi del JG 77 erano l'unica forza aerea tedesca rimasta a difesa dell'Italia e dell Mediterraneo orientale.

### Difesa del Reich
Nel 1945 JG 77 fu trasferito in Germania per unirsi all Reichsverteidigung, la Difesa del Reich. Negli ultimi mesi della guerra il JG 77 combatté l'aviazione sovietica in Slesia. Il 7 marzo 1945 il Kommodore Erich Lys, asso con 118 vittorie, rimase ucciso in azione, durante un combattimento con degli Yak-9.

## Comandanti

### Kommodore (comandanti di stormo)
- Oberstleutnant Eitel Roediger von Manteuffel, 1º ottobre 1939
- Major Bernhard Woldenga, 22 dicembre 1940
- Major Gotthard Handrick, 23 giugno 1941
- Major Gordon Gollob, 16 maggio 1942
- Major Joachim Müncheberg, 1º ottobre 1942
- Oberstleutnant Johannes Steinhoff, 1º aprile 1943
- Major Johannes Wiese, 1º dicembre 1944
- Major Siegfried Freytag, 26 dicembre 1944
- Major Erich Leie, 29 dicembre 1944
- Major Siegfried Freytag, 7 marzo 1945
- Major Fritz Losigkeit, 1º aprile 1945

### Gruppenkommandeure (comandanti di gruppo)

#### I./JG 77
- Hauptmann Johannes Janke, 1º maggio 1939
- Hauptmann Walter Grommes, febbraio 1941
- Major Joachim Seegert, giugno 1941
- Hauptmann Herbert Ihlefeld, 6 gennaio 1942
- Major Heinrich Bär, 11 maggio 1942
- Oberstleutnant Armin Köhler, 31 luglio 1943
- Hauptmann Lutz-Wilhelm Burkhardt, 19 agosto 1943
- Hauptmann Theo Lindemann, 30 novembre 1943
- Hauptmann Armin Köhler, maggio 1944
- Hauptmann Lothar Baumann, 1º agosto 1944
- Major Münnichow, 24 dicembre 1944
- Hauptmann Joachim Deicke, 10 gennaio 1945
- Hauptmann Heinz Grosser, 17 aprile 1945

#### II./JG 77
- Oberstleutnant Carl-August Schumacher, 1º maggio 1939
- Major Hilmer von Bülow-Bothkamp, 30 novembre 1939
- Hauptmann Karl Hentschel, 31 marzo 1940
- Hauptmann Franz-Heinz Lange, 9 settembre 1940
- Hauptmann Helmut Henz, 23 aprile 1941
- Major Anton Mader, 26 maggio 1941
- Oberleutnant Heinz Dudeck, 7 marzo 1943
- Major Siegfried Freytag, 13 marzo 1943
- Hauptmann Emil Omert, 29 gennaio 1944
- Major Armin Köhler, 4 aprile 1945

#### III./JG 77
- Major Heinrich Seeliger, 5 luglio 1940
- Major Alexander von Winterfeldt, ottobre 1940
- Ignoto, 2 agosto 1941
- Major Kurt Ubben, 5 settembre 1941
- Hauptmann Karl Bresoschek, 10 marzo 1944
- Hauptmann Emil Omert, 3 aprile 1944
- Hauptmann Karl Bresoschek, 24 aprile 1944
- Oberleutnant Erhard Niese, 6 giugno 1944
- Major Armin Köhler, agosto 1944

#### Ergänzungsgruppe (gruppo rimpiazzi e addestramento)
- Oberleutnant Otto Schultz, marzo 1941
- Major Albert Blumensaat, maggio 1941
- Major Kurt Fischer, 1º luglio 1941

### Staffelkapitäne

#### Ölschutzstaffel
- Oberleutnant Günther Hannak, aprile 1942